# Partido Democrático da Coreia
O Partido Democrático da Coreia (hangul: 더불어민주당; hanja: 더불어民主黨; RR: Deobureominjudang; tradução literal: "Partido Democrata Unido") é um partido político sul-coreano de cunho liberal centrista. É um dos dois maiores partidos da Coreia do Sul, juntamente com seu rival, o Partido do Poder Popular.
O partido foi fundado em março de 2014 como Nova Aliança Política pela Democracia (hangul: 새정치민주연합; RR: Saejeongchi Minju Yeonhap), em uma aliança entre o já existente Partido Democrático (2011) e o comitê político do Partido da Nova Visão Política. Em 2022, o Partido Democrático (2014), o Partido Democrático Aberto e o partido Nova Onda se uniram para formar um partido pega-tudo.

## História

Logo da Nova Aliança Política pela Democracia (2014–2015).

O Partido Democrático da Coreia foi formado como Nova Aliança Política pela Democracia em 26 de março de 2014 depois da facção independente liderada por Ahn Cheol-soo, então no processo de formação do Partido da Nova Visão Política, fundir-se com sua principal oposição, o então Partido Democrático (hangul: 민주당; RR: Minjudang), liderado por Kim Han-gil. Ahn e Kim tornaram-se líderes conjuntos do novo partido. A sigla teve um desempenho ruim nas eleições de julho de 2014 e ambos os líderes deixaram o cargo, tendo servido por três meses. A liderança do partido foi assumida por um comitê de emergência.
No ano seguinte, numa convenção partidária em 7 de fevereiro, Moon Jae-in foi eleito o novo presidente do partido. Moon, que já havia servido como chefe de gabinete para o ex-presidente Roh Moo-hyun, era o líder da facção "pró-Roh", que se opunha a Ahn e Kim. Moon foi criticado por impor uma "hegemonia pró-Roh" no partido, pois Ahn e Kim foram vaiados e assediados em um serviço memorial para Roh realizado em maio de 2015.
O partido perdeu apoio à medida que o conflito entre facções se intensificou, caindo nas pesquisas de opinião. Uma pesquisa realizada de 12 a 14 de novembro mostrou que os apoiadores do partido queriam que Ahn e o então prefeito de Seul, Park Won-soon, assumissem a liderança ao lado de Moon. Em 29 de novembro, Ahn rejeitou uma proposta de Moon para estabelecer uma liderança conjunta e no mês seguinte apresentou um ultimato a Moon, exigindo que ele convocasse uma convenção para eleger um novo líder do partido. Moon rejeitou a demanda, e Ahn deixou o partido.
Depois das deserções, a Nova Aliança Política pela Democracia foi renomeada como Partido Democrático da Coreia em 27 de dezembro de 2015, e Moon renunciou em 27 de janeiro de 2016. Moon entregou o poder a Kim Chong-in, um acadêmico e ex-deputado que atuou como conselheiro econômico da ex-presidente Park Geun-hye. Kim foi visto como uma escolha inesperada pois já havia trabalhado para o controverso ex-presidente Chun Doo-hwan e para o general Roh Tae-woo na década de 1980, servindo como membro da assembleia do governante Partido da Justiça Democrática e como ministro da Saúde e Bem-estar no governo Roh.
Kim Chong-in viu a facção pró-Roh Moo-hyun e o que ele considerava a ala extremista do partido como responsável pelos problemas do partido e prometeu diminuir sua influência.
No período da eleição legislativa de 2016, Kim Chong-in cancelou a seleção de Lee Hae-chan, que havia sido primeiro-ministro sob Roh e agora era presidente da Fundação Roh Moo-hyun como candidato. Em resposta, Lee saiu do partido. Muitas das indicações de Kim para a lista do partido foram rejeitadas pelo resto de sua liderança, enquanto os candidatos favoritos de Moon foram classificados perto do topo da lista de aprovados. Kim se ofereceu para renunciar em março, mas permaneceu como líder após uma visita de Moon. Kim afirmou que continuaria tentando mudar a imagem do partido, afirmando que os eventos mostraram que o partido "ainda era incapaz de seguir em frente com seus velhos hábitos".
Apesar de perder votos para o Partido Popular nas eleições legislativas de 2016, o partido emergiu como o vencedor geral da eleição, obtendo 123 assentos na Assembleia Nacional. Lee Hae-chan retornou à Assembleia como independente representando Sejong. Após sua vitória eleitoral, Kim anunciou que o Partido Democrático da Coreia mudaria seu foco do bem-estar social para o crescimento econômico e a reforma estrutural, além de afirmar que a sigla também passaria a apoiar o estabelecimento de hospitais com fins lucrativos.
Depois do impeachment da ex-presidente Park Geun-hye, Moon Jae-in, do Partido Democrático da Coreia, venceu a eleição presidencial de 2017 com 41,1% dos votos.
Em 15 de abril de 2020, o Partido Democrático da Coreia conquistou a maioria absoluta com 180 assentos dos 300 na Assembleia Nacional. Sua principal oposição, o Partido do Futuro Unido, conquistou 103 cadeiras.
Em 9 de março de 2021, Lee Nak-yon renunciou ao cargo de líder do Partido Democrático da Coreia para concorrer à presidência nas eleições presidenciais sul-coreanas de 2022. Entretanto, em outubro de 2021, o partido nomeou Lee Jae-myung como seu candidato nas eleições presidenciais. Lee acabou perdendo a eleição com 47,83% dos votos.

## Posições políticas
O Partido Democrático da Coreia não tem uma ideologia oficial e consistente, mas é geralmente descrito como liberal devido à sua posição histórica liderada pelas forças do movimento de democratização da Coreia do Sul que se opuseram à ditadura militar anticomunista. Figuras importantes do partido e alguns meios de comunicação o consideram como sendo de centro-direita e conservador. O partido também chega a ser como sendo de centro-esquerda e progressista, mas esse não é um ponto de vista universal, com a própria sigla admitindo não ser progressista o suficiente para eleitores progressistas.

### Políticas econômicas
No geral, o partido apoia uma economia de mercado com certa intervenção estatal, mas mantém distância de políticas e movimentos trabalhistas. Por outro lado, membros como Lee Jae-myung já demonstraram simpatia por políticas progressistas e trabalhistas, ganhando dos principais sindicatos da Coreia do Sul.
Por terem reunido pessoas socialmente conservadoras, liberais reformistas, progressistas e sindicalistas contrários ao Chaebol, Lee Jae-myung e sua coalizão já foram comparados a Franklin D. Roosevelt e a "Coalizão do New Deal". Contudo, depois de 2022, Lee e a facção interna que o apoia aderiram uma postura moderada social-liberal.
Em 2020, o partido se comprometeu a implementar uma versão do Green New Deal para tornar a Coreia do Sul neutra quanto a emissões de carbono até 2050.

### Políticas sociais
O partido assume uma postura conservadora em questões sociais e culturais. Nas eleições locais de 2018, se opôs à legislação sobre homossexualidade e casamento entre pessoas do mesmo sexo na Coreia do Sul. No entanto, se opõe à discriminação contra homossexuais no sentido estrito e defende que eles devem ser reconhecidos como cidadãos com dignidade.
Entretanto, não é socialmente conservador em todos os sentidos. Seu conservadorismo social, em questões referentes ao movimento LGBT+ e ao feminismo, é baseado principalmente no cristianismo, demonstrando uma posição moderada em relação ao conservadorismo social confucionista. O partido se opõe ao castigo corporal para crianças, tendo abolido leis que justificavam o ato em 2021, e apoia o reforço da punição para a violência doméstica.
Tratando-se do direito ao aborto, a posição varia de acordo com cada um de seus membros. Alguns são contra mas a maioria é favorável. Além disso, Lee Jae-myung, candidato do partido às eleições presidenciais sul-coreanas de 2022, defendeu a ampliação da cobertura de planos de saúde para abortos e contraceptivos.
O partido vê negativamente a cultura de consumo de carne de cachorro na Coreia do Sul e a criticou sob a perspectiva liberal. Em setembro de 2021, o então presidente Moon Jae-in disse que estava considerando uma proibição legal da carne de cachorro. O partido também apoia ativamente os direitos dos cidadãos vegetarianos e veganos. Além disso, é favorável a uma reforma liberal em questões de direitos estudantis.

### Política externa
O partido não tem uma visão concreta sobre o Japão, mas seus principais políticos têm ideais que entram em conflito com os de conservadores japoneses. Por outro lado, mantém uma postura amigável em relação aos EUA. Em 2017, durante o governo Moon Jae-in, chegou a implantar quatro mísseis antibalísticos estadunidenses em território sul-coreano, acarretando críticas de sua oposição progressista. Moon Jae-in disse abertamente em setembro de 2017 na frente do ex-presidente dos EUA, Donald Trump, e do ex-primeiro-ministro do Japão, Shinzō Abe: "Os Estados Unidos são nossos aliados, mas o Japão não é nosso aliado".
Membros pró-EUA do partido tem uma tendência conciliadora em relação à Coreia do Norte. Song Young-gil, ex-líder da sigla, propôs aos EUA tornar a Coreia do Norte um país pró-EUA como o Vietnã em 2021.
O partido vê a República Popular da China (RPC) como um país hegemônico que, assim como o Japão, que aflige a Coreia do Sul. Lee Jae-myung e outros de seus grandes políticos criticam a RPC por, segundo eles, roubar e invadir a cultura coreana. Contudo, mesmo com alguns membros cultivando o sentimento antiJapão e antiChina baseadas no anti-imperialismo, a sigla oficialmente é favorável a imigração, por isso se opõe à discriminação contra chineses e japoneses.
O partido tem uma atitude um tanto favorável em relação a Israel. O governo Moon Jae-in se absteve da votação da resolução ES-10/L.23 de 2018 da ONU, enquanto países vizinhos como a RPC e o Japão votaram a favor. Em 2021, o governo Moon Jae-in assinou oficialmente um tratado de livre-comércio com Israel.

#### Reunificação da Coreia
O partido apoia firmemente a desnuclearização da Península Coreana e aspira a relações pacíficas com a Coreia do Norte. Também defende oficialmente o aumento dos intercâmbios e da cooperação com o Norte para criar uma base para a reunificação, levando certos críticos a considerá-lo muito conciliador para com a Coreia do Norte.

## Resultados eleitorais

### Eleições presidenciais
| Ano  | Candidato(a)  | Cl. | Votos      | %      | Resultado  |
| ---- | ------------- | --- | ---------- | ------ | ---------- |
| 2017 | Moon Jae-in   | 1.º | 13.423.800 | 41,08% | Eleito     |
| 2022 | Lee Jae-myung | 2.º | 16.147.738 | 47,83% | Não eleito |
| 2025 | Lee Jae-myung | 1.º | 17.287.513 | 49,42% | Eleito     |

### Eleições legislativas
| Ano  | M. Uninominal | M. Uninominal | M. Uninominal | M. Proporcional | M. Proporcional | M. Proporcional | Deputados |
| Ano  | Cl.           | Votos         | %             | Cl.             | Votos           | %               | Deputados |
| ---- | ------------- | ------------- | ------------- | --------------- | --------------- | --------------- | --------- |
| 2016 | 2.º           | 8.881.369     | 37%           | 3.º             | 6.069.744       | 25,5%           | 123 / 300 |
| 2020 | 1.º           | 14.345.425    | 49,9%         | 2.º             | 9.307.112       | 33,4%           | 180 / 300 |